# Enrico Toti (S 506)
Le Enrico Toti (numéro de coque S 506), est un sous-marin de la classe Toti , construit en Italie pour la Marina Militare dans les années soixante. Après un long service dans la marine italienne, il a été désarmé et - après des travaux d'adaptation - vendu au Musée des sciences et des techniques Léonard de Vinci à Milan. Depuis 2005, il est exposé et peut être visité. C'est l'un des trois sous-marins exposés en Italie avec l'Enrico Dandolo (S 513) à Venise (également de la classe Toti) et le Nazario Sauro (S 518) à Gênes (de la classe Sauro).

## Historique
Le Toti a été construit par les chantiers Fincantieri à Monfalcone entre 1965 et 1967, et remis à la marine italienne en 1968. La classe Toti comprenait quatre sous-marins de faible tonnage, utilisés de la fin des années 1960 à la fin des années 1990, ils étaient sensiblement équivalents aux sous-marins français de 400 t de la classe Amazone. 
Le nom du bateau fait référence à Enrico Toti, un patriote italien ayant servi dans les Bersagliers lors de la Première guerre mondiale. Ils ont été conçus pour opérer en mer Méditerranée et n'ont jamais eu à faire face à un conflit armé (malgré la Guerre Froide à laquelle la Marine italienne participait activement). Ils avaient deux tâches principales :
- patrouiller en mer Méditerranée, particulièrement dans le Canal de Sicile pendant la guerre froide. Pour cette raison, leur base principale était l'arsenal militaire d'Augusta (Province de Syracuse).
- participer à des exercices de l'OTAN avec d'autres sous-marins (États-Unis, France, Allemagne, Grèce, Turquie, etc.).

## Navire musée
L'Enrico Toti est arrivé au Musée des sciences et des techniques Léonard de Vinci en août 2005 avec un voyage en deux étapes:
- 2001: de la base navale d'Augusta au port de Crémone, remorqué à travers la mer Adriatique et le Pô (14 jours)
- 2005: De Crémone à Milan, au moyen d'un convoi routier spécialement construit (4 nuits).

En tant que navire musée, la présence d'un sous-marin à Milan est inhabituelle, car cette ville n'a pas d'accès direct à la mer ou à un fleuve important. De plus, le musée se trouve dans la ville intra-muros. Le transport du sous-marin au musée a été effectué pendant la nuit à la mi-août, afin de minimiser les désagréments pour la population.

## Galerie

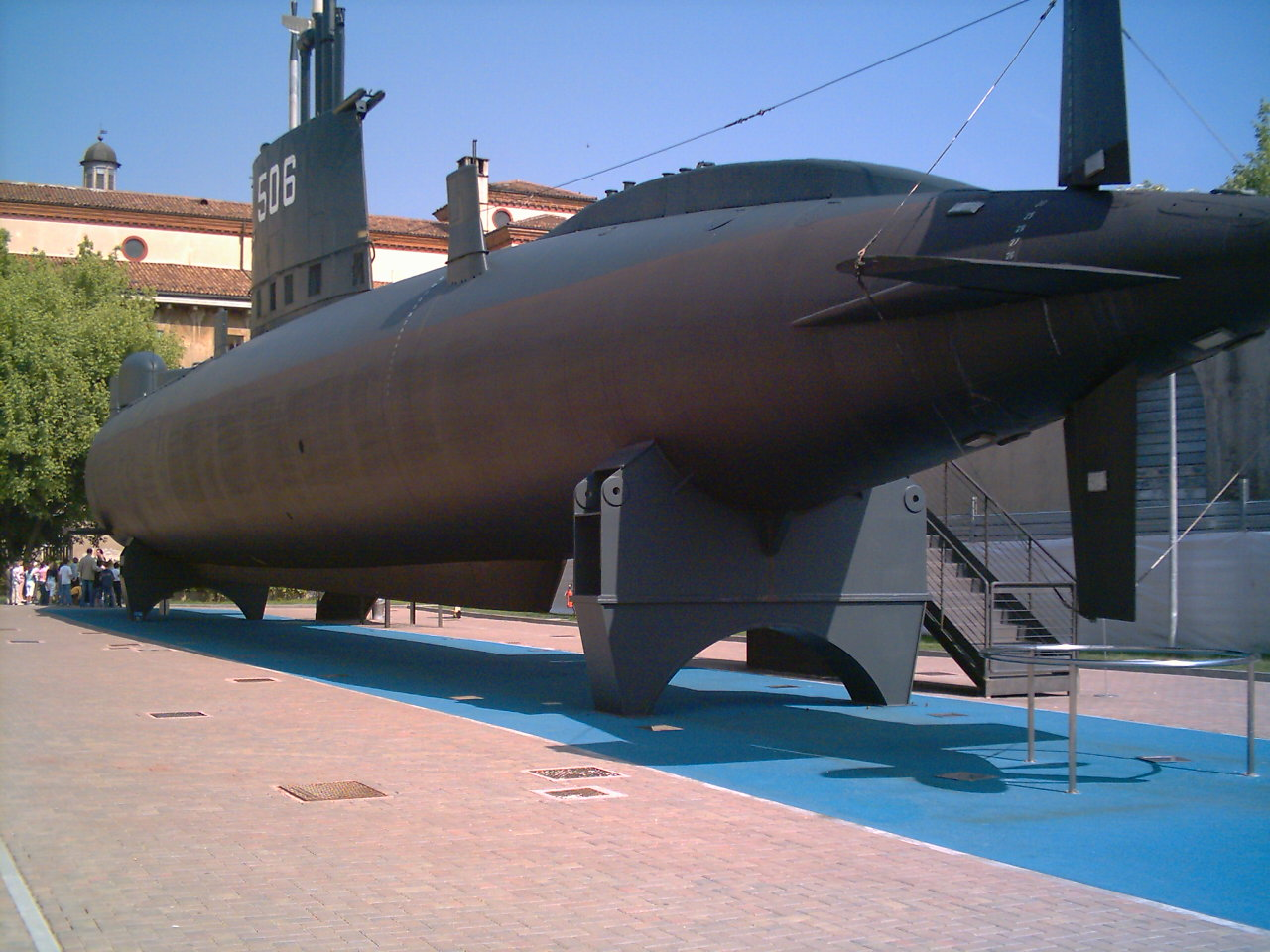
Toti au musée
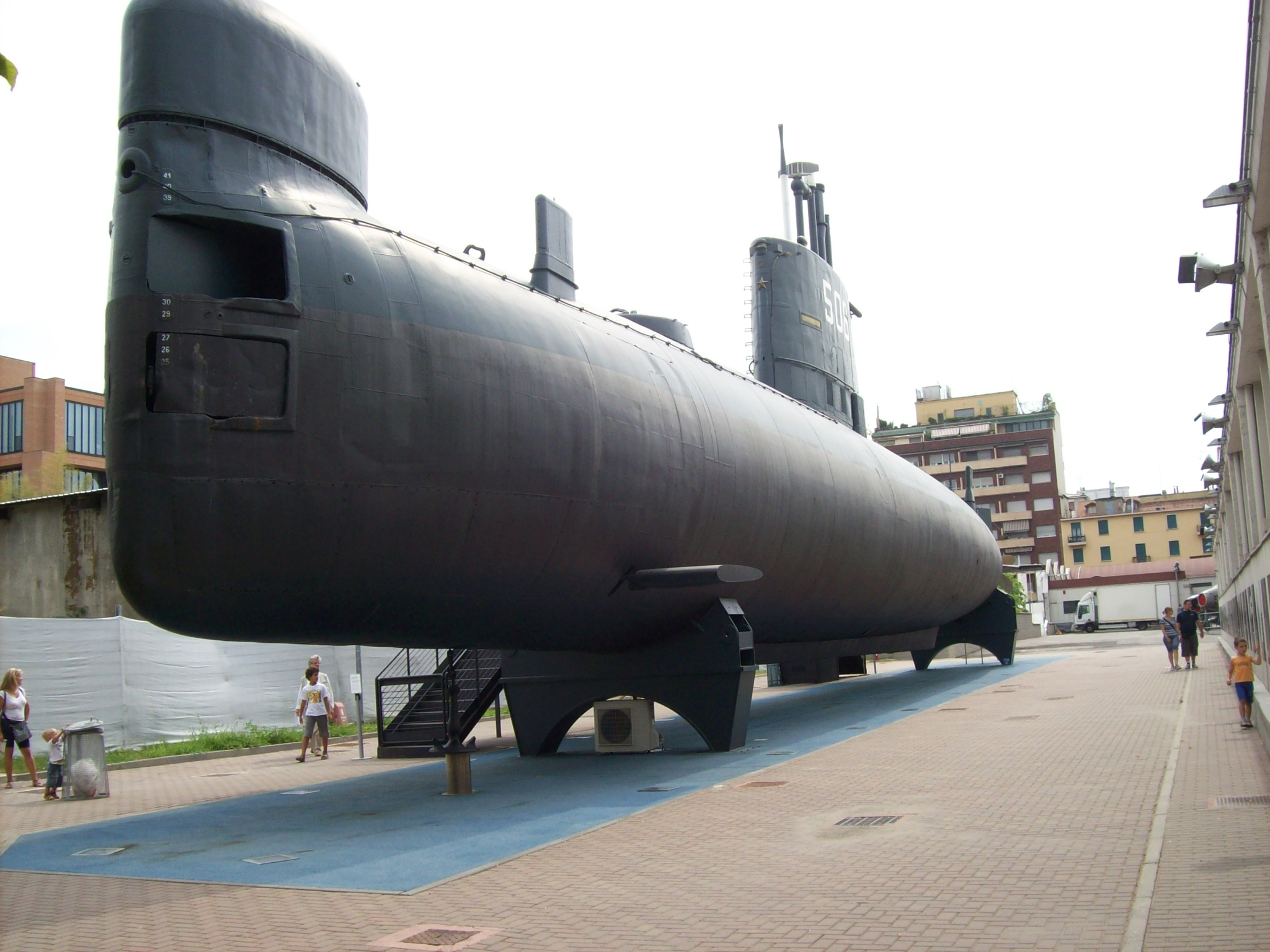
Le sous-marin vu de l'avant
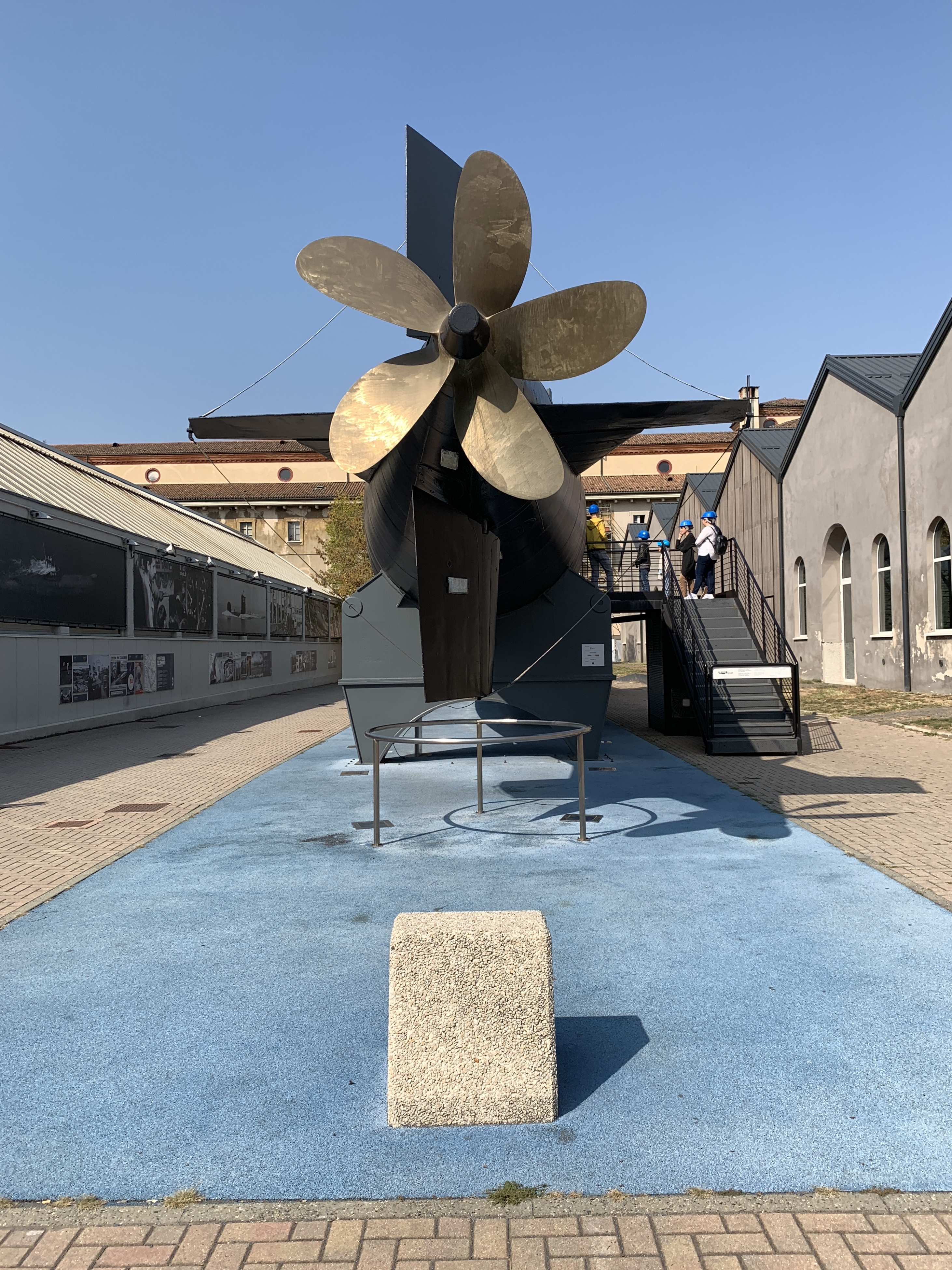
Vue de l'arrière
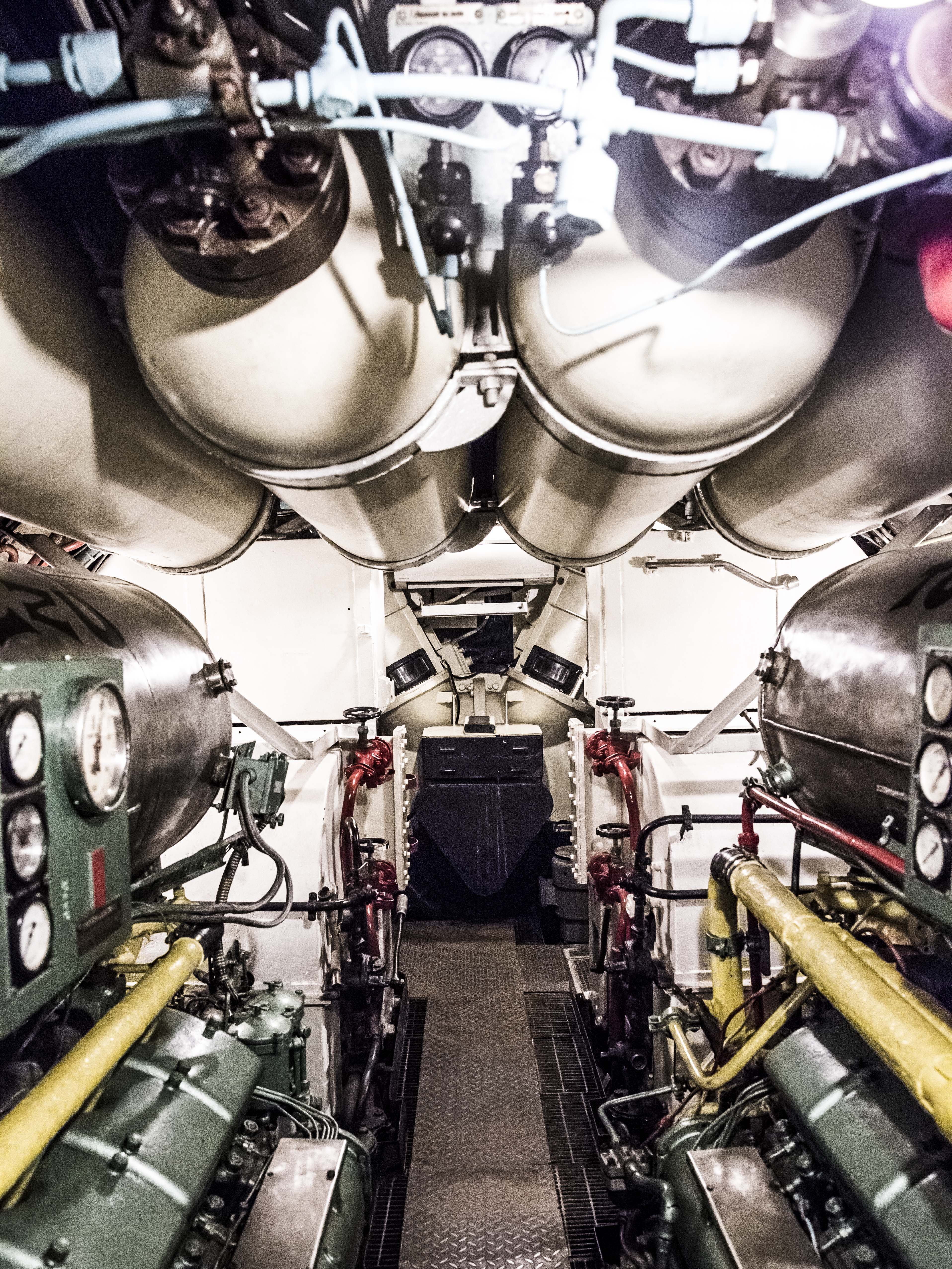
Le compartiment machines (diésel-générateur)
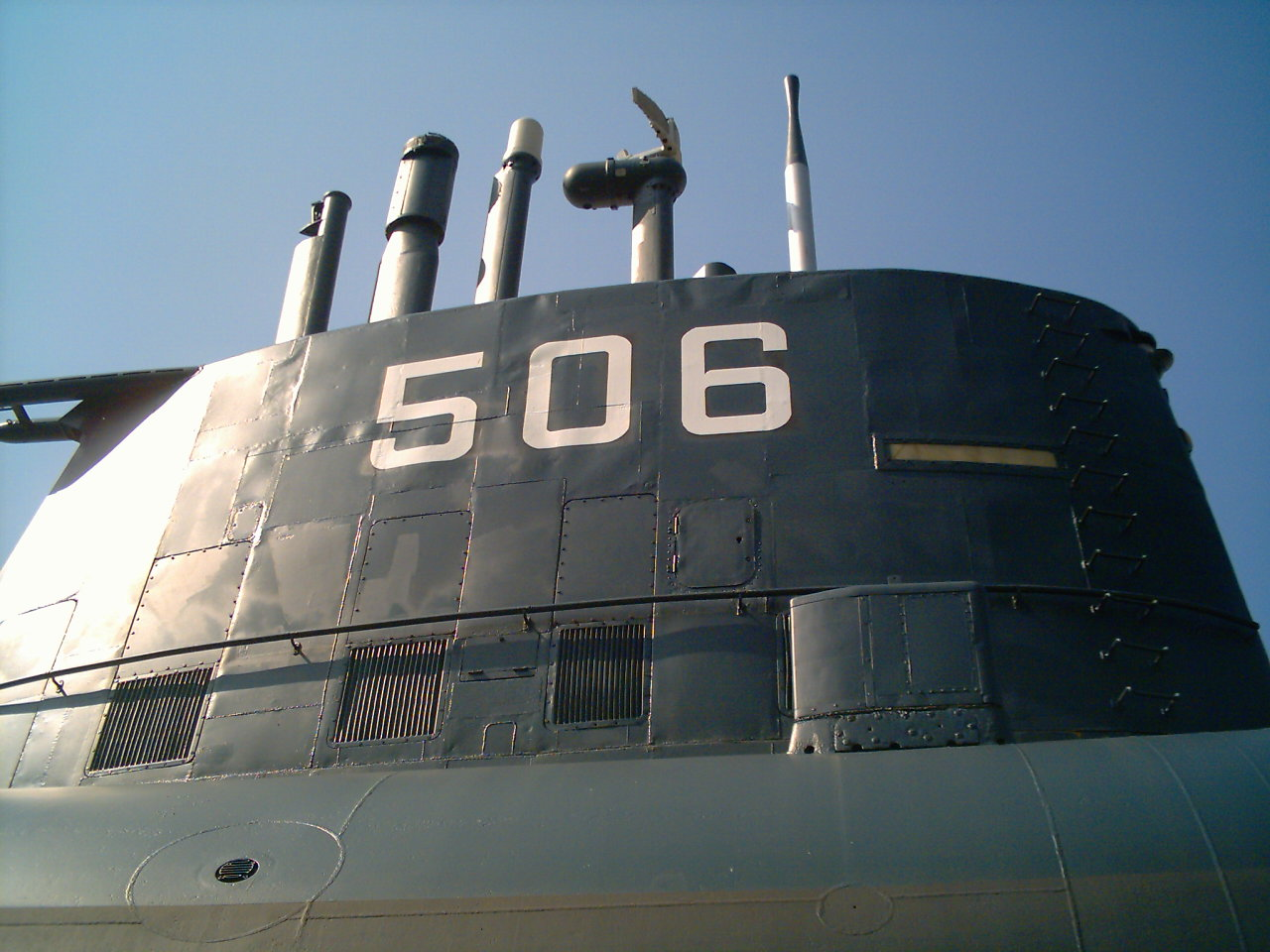
Le massif
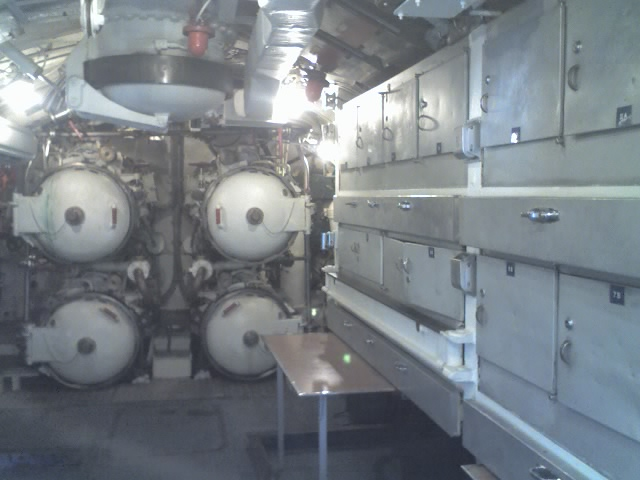
Le poste avant avec les tubes lance-torpilles
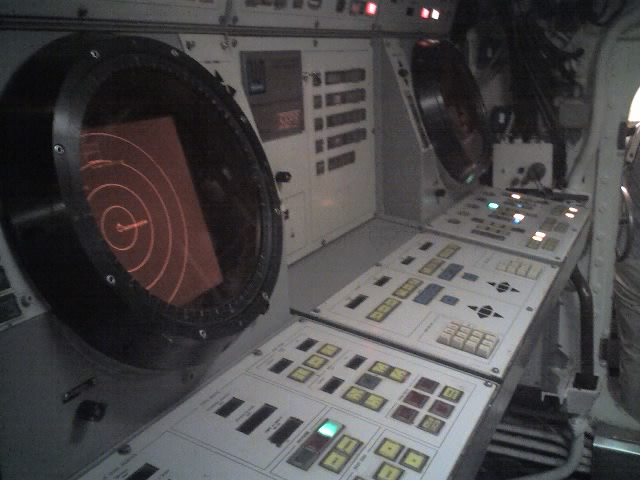
Équipements électroniques au CO